# Halanaerobials
Els Halanaerobiales són un ordre de bacteris que pertany a la classe dels Clostridia que comprèn dues famílies, Halanaerobiaceae i Halobacteroidaceae. Són microorganismes halòfites anaerobis amb un metabolisme fermentatiu o homoacetogénico.